# Schistidium chenii
Schistidium chenii là một loài Rêu trong họ Grimmiaceae. Loài này được (S.H. Lin) T. Cao, C. Gao & J.C. Zhao mô tả khoa học đầu tiên năm 1992.